# Moro (Oregon)
Moro é uma cidade localizada no estado norte-americano de Oregon, no Condado de Sherman.

## Demografia
Segundo o censo norte-americano de 2000, a sua população era de 337 habitantes.
Em 2006, foi estimada uma população de 291, um decréscimo de 46 (-13.6%).

## Geografia
De acordo com o United States Census Bureau tem uma área de
1,3 km², dos quais 1,3 km² cobertos por terra e 0,0 km² cobertos por água. Moro localiza-se a aproximadamente 505 m acima do nível do mar.

## Localidades na vizinhança
O diagrama seguinte representa as localidades num raio de 24 km ao redor de Moro.